# Cultura di Tazabagyab

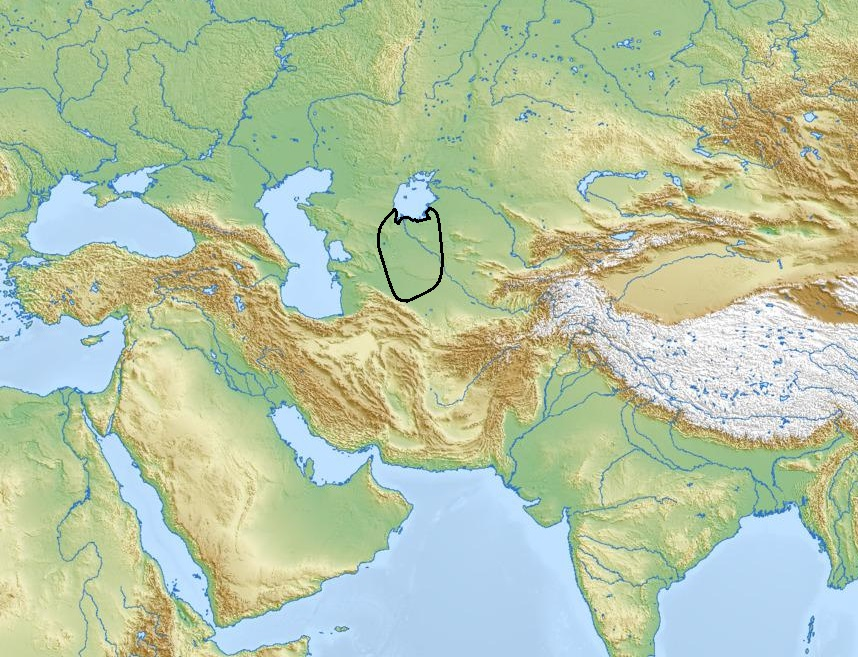

La cultura di Tazabagyab fu una cultura archeologica dell'età del bronzo (secoli XV-XI a.C.), diffusa presso il territorio del lago d'Aral. Venne sviluppata da tribù della cultura di Andronovo. Si presume che i portatori di questa cultura fossero pastori indoeuropei, che a poco a poco divennero agricoltori, avviando la cultura del Khwarezm. 
La popolazione della cultura di Tazabagyab ha lasciato tracce di un culto del fuoco e ha preso parte alla formazione dell'ultima fase della cultura di Suyaurganovo.